# Pterolophia hybrida
Pterolophia hybrida är en skalbaggsart som beskrevs av Newman 1842. Pterolophia hybrida ingår i släktet Pterolophia och familjen långhorningar.
Artens utbredningsområde är Filippinerna. Inga underarter finns listade i Catalogue of Life.